# 스톤월 (2015년 영화)
스톤월(Stonewall)은 미국에서 제작된 롤랜드 에머리히 감독의 2015년 드라마 영화이다. 제레미 어바인 등이 주연으로 출연하였고 롤랜드 에머리히 등이 제작에 참여하였다.

## 출연

### 주연
- 제레미 어바인
- 조니 뷰챔프
- 조이 킹
- 조나단 리스 마이어스
- 론 펄먼

### 조연
- 케일럽 랜드리 존스
- 맷 크레이븐
- 애티커스 미첼
- 블라드 알렉시스
- 데이빗 큐빗
- 앤드리아 프랭클
- 마크 카마초
- 칼 글루스맨
- 콰시 송과이
- 조안 바니콜라
- 래리 데이

## 제작진
- 사운드슈퍼바이저: 폴 N.J. 오토손
- 미술: 미셸 라리버테
- 의상: 시모네타 마리아노
- 배역: 케리 바든
- 배역: 폴 쉬니

## 같이 보기
- 화이트워싱